# Zelotes tristis
Zelotes tristis är en spindelart som först beskrevs av Tord Tamerlan Teodor Thorell 1871.  Zelotes tristis ingår i släktet Zelotes och familjen plattbuksspindlar.
Artens utbredningsområde är Sverige. Inga underarter finns listade i Catalogue of Life.